# Spanagonicus argentinus
Spanagonicus argentinus är en insektsart som beskrevs av Berg 1883. Spanagonicus argentinus ingår i släktet Spanagonicus och familjen ängsskinnbaggar. Inga underarter finns listade i Catalogue of Life.